# Pietro Francesco Casaretto
Pietro Francesco Casaretto (Ancona, 16 febbraio 1810 – Genova, 1º luglio 1878) è stato un abate italiano, fondatore della Congregazione sublacense dell'Ordine di San Benedetto.

## Biografia
Entrò giovanissimo nell'abbazia cassinese di Santa Maria del Monte a Cesena ed emise la sua professione il 17 agosto 1828. Ordinato sacerdote il 22 settembre 1832, Casaretto fu inviato al monastero di Cava de' Tirreni e poi in Tunisia, come cappellano dei militari francesi.
Tornato in Italia, nel 1833 ottenne di stabilirsi nel Sacro Speco di Subiaco ma, ammalatosi, tornò presso la famiglia ad Ancona, dove fu nominato direttore spirituale del seminario. Si ritirò poi a condurre vita eremitica nel monastero abbandonato di Santa Maria di Portonovo, presso Ancona, dedicandosi all'insegnamento del catechismo ai contadini delle vicinanze.
Dopo un periodo di riflessione, poiché la sua salute sembrava migliorare, maturò il progetto di dedicarsi interamente alla restaurazione della vita benedettina in Italia: ottenuto il sostegno di papa Gregorio XVI, il 25 gennaio 1843 fondò un monastero presso la chiesa di Santa Maria delle Grazie a Pegli e vi si stabilì con Raffaele Testa, giovane sacerdote professo del monastero di Santa Scolastica a Subiaco: presto vennero accolti nella comunità altri postulanti e il 1º luglio 1844 la comunità si trasferì nel monastero di San Giuliano d'Albaro, presso Genova.
Casaretto diede inizio a una nuova osservanza, basata sull'integrale osservanza della Regola, sulla perfetta vita comune, sulla comunanza dei beni e su un'ascesi molto rigida.
Nel 1850 papa Pio IX lo chiamò a dirigere il monastero di Santa Scolastica a Subiaco e nel 1851 diede inizio a una provincia riformata nell'ambito della congregazione cassinese (la provincia sublacense), alla quale aderirono numerose antiche e prestigiose abbazie, sia italiane che straniere.
A causa dell'ambizione di Casaretto di riformare l'Ordine di San Benedetto a livello globale, incontrò resistenze in Mauro Wolter e Prosper Guéranger.
Nel 1852 fu eletto abate preside della congregazione cassinese, ma l'abbandonò quando nel 1867 i monasteri della provincia sublacense furono costituiti in congregazione autonoma (Congregazione cassinese della primitiva osservanza, approvata definitivamente nel 1872).
Malato e osteggiato da numerosi monaci della sua congregazione, nel 1875 tentò di dimettersi dalla carica di abate generale, ma la sua richiesta fu rigettata; quando poi le sue dimissioni furono accolte, si ritirò nel monastero di San Lorenzo d'Èze e poi a Genova, dove morì.